# Santa Amélia
Santa Amélia este un oraș în Paraná (PR), Brazilia.